# Хаммер, Рихард
Рихард Роберт Хаммер (нем. Richard Robert Hammer; 18 ноября 1828, Эльберфельд, ныне в составе Вупперталя — 29 ноября 1907, Париж) — немецкий скрипач, один из немногих немецких музыкантов, работавших преимущественно во Франции.
Учился у Франсуа Антуана Абенека и Бертольда Дамке. Около 1850 г. обосновался в Париже. Выступал как ансамблист в различных более или менее непостоянных составах, пропагандируя немецкую музыку; в частности, участвовал в концертах Немецкого благотворительного общества (фр. La société de bienfaisance allemande), основанного в Париже пианистом Вильгельмом Крюгером. Участник парижских премьер ряда сочинений Роберта Шумана и Иоганнеса Брамса — в том числе фортепианного квинтета (24 марта 1868 г., с пианисткой Луизой Яфа, — возможно, первое публичное исполнение квинтета после приватной премьеры 1865 г. с участием композитора).
Преподавал скрипку частным образом и в консерватории; среди учеников Хаммера, в частности, Бенжамен Годар, посвятивший учителю свою первую скрипичную сонату (1866), и Юг Имбер.
Похоронен в городке Шо-де-Кротене (департамент Юра).